# ملعب هارد روك
ملعب هارد روك (بالإنجليزية: Hard Rock Stadium)‏ هو ملعب متعدد الأغراض يقع في ميامي غاردنز بولاية فلوريدا الأمريكية، وهو ملعب فريق ميامي دولفينس في دوري كرة القدم الأمريكية، و فريق جامعة ميامي لكرة القدم الأمريكية. كان فريق البيسبول فلوريدا مارلينز يستعمله كملعب مشاركة مع ميمي دولفينس و ذلك من سنة 1993 إلى سنة 2011. في الأصل كان أسم الملعب هو ملعب جو روبي و العديد من الأسماء الأخرى.
في 18 يناير 2010، وقع فريق ميامي دولفينس عقداً لمدة خمس سنوات مع شركة صن لايف المالية لإعادة تسمية ملعب ميامي دولفينس إلى اسم صن لايف. و تبلغ قيمة الصفقة 7.5 مليون دولار أمريكي سنوياً لمدة خمس سنوات (أي ما مجموعه 37.5 مليون دولار).

## إستضافات مهمة
استضاف الملعب العديد من الأحداث الرياضية المهمة منها:
- مباراة السوبر بول خمسة مرات مختلفة.
- مباراة الورلد سيريس مرتين.
- بطولة الراسلمينيا 28 للمصارعة.
- مباريات من مؤسسة المصارعة العالمية الترفيهية.

## صور من الملعب

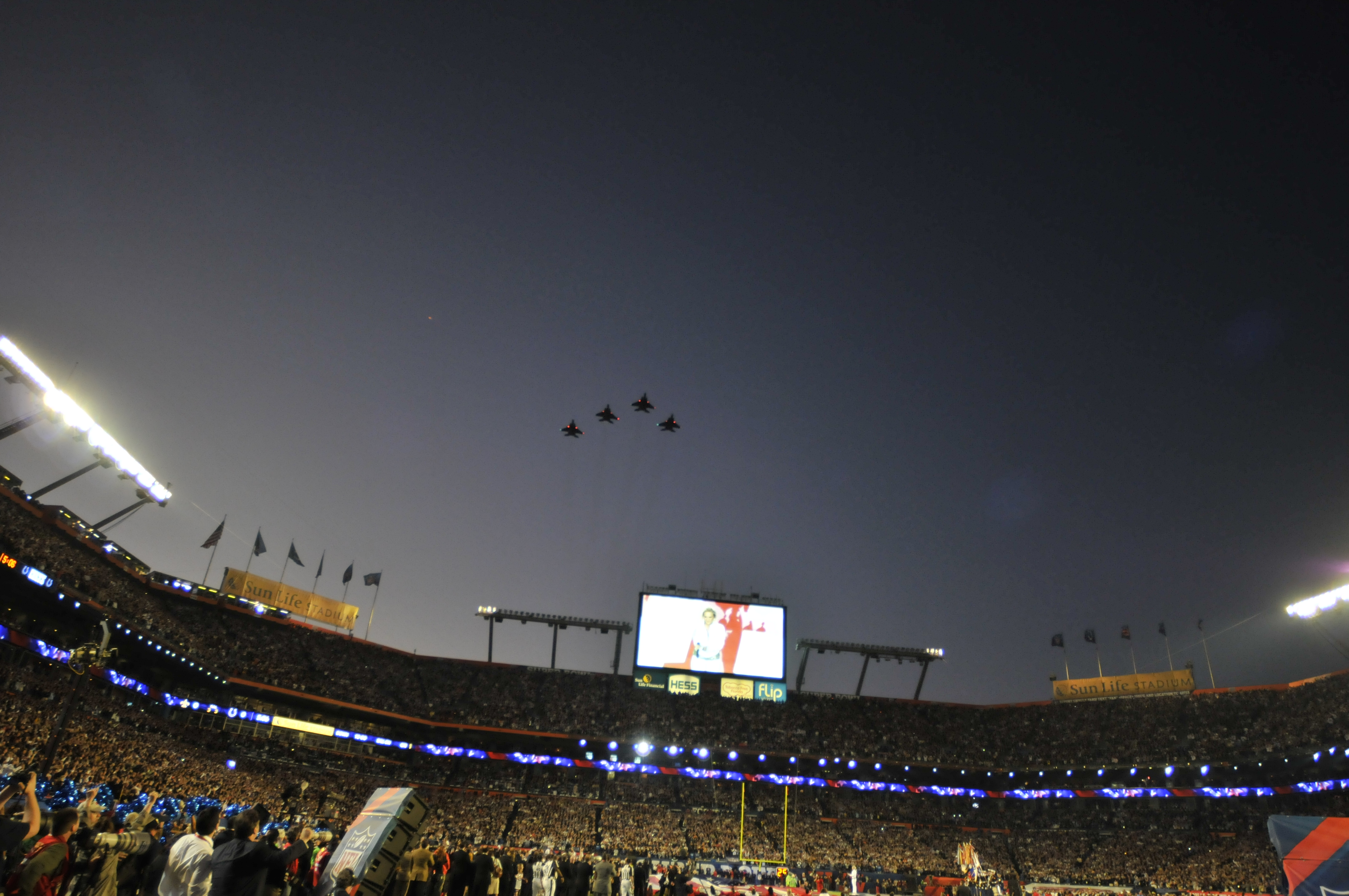
طائرات إف 18 تحلق فوق الملعب خلال عزف النشيد الوطني الأمريكي قبل مباراة السوبر بول.
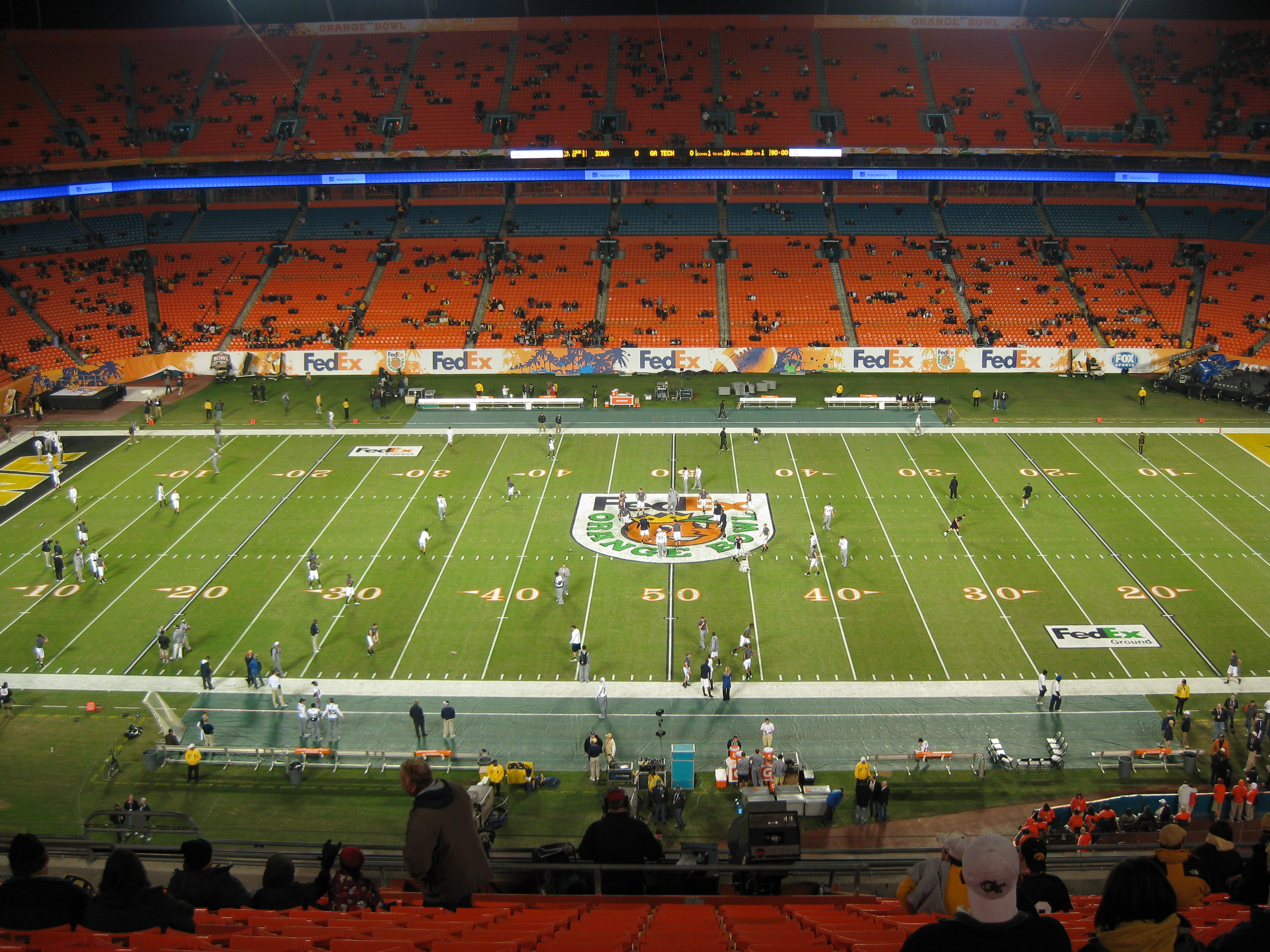
صورة للملعب قبل مباراة ببطولة الجامعات الأمريكية مسابقة كرة القدم الأمريكية.
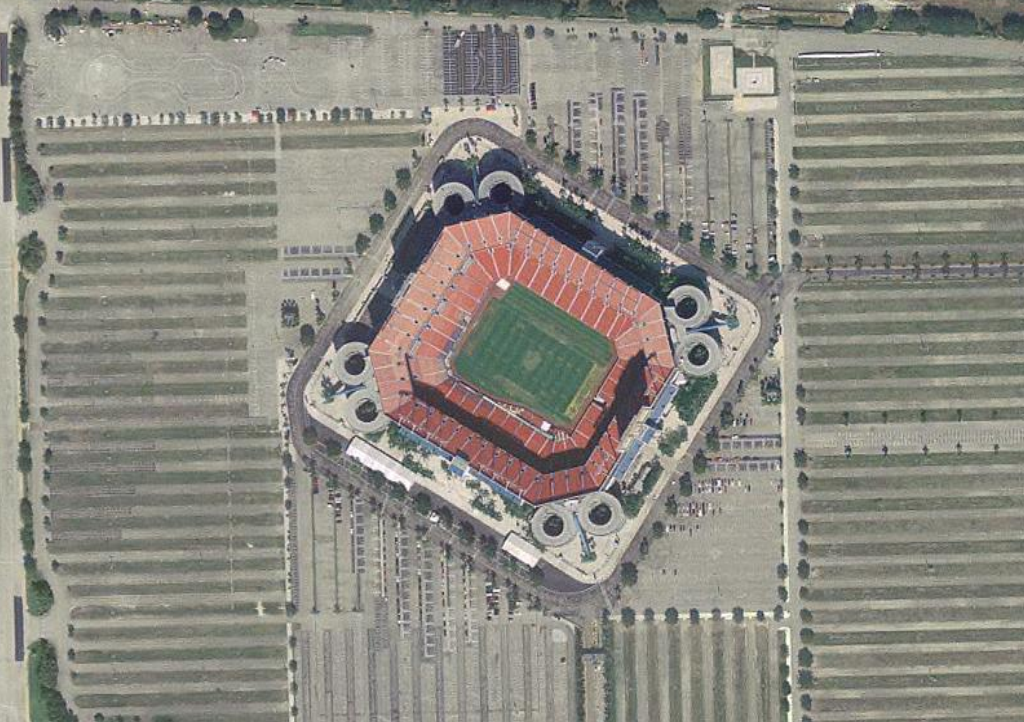
صورة للملعب ملتقطة من الجو.
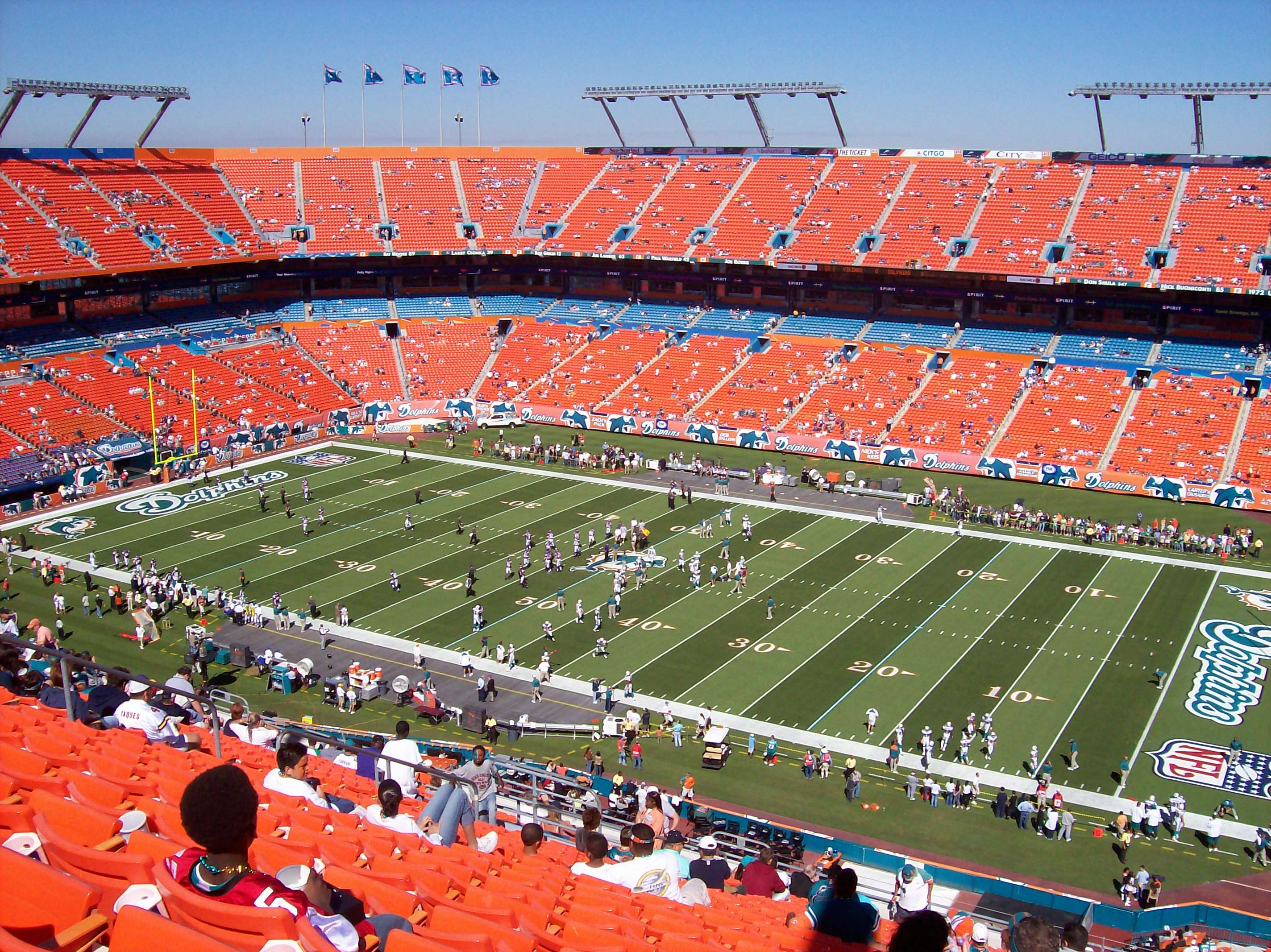
صورة للملعب قبل بداية مباراة ميامي دولفينس.
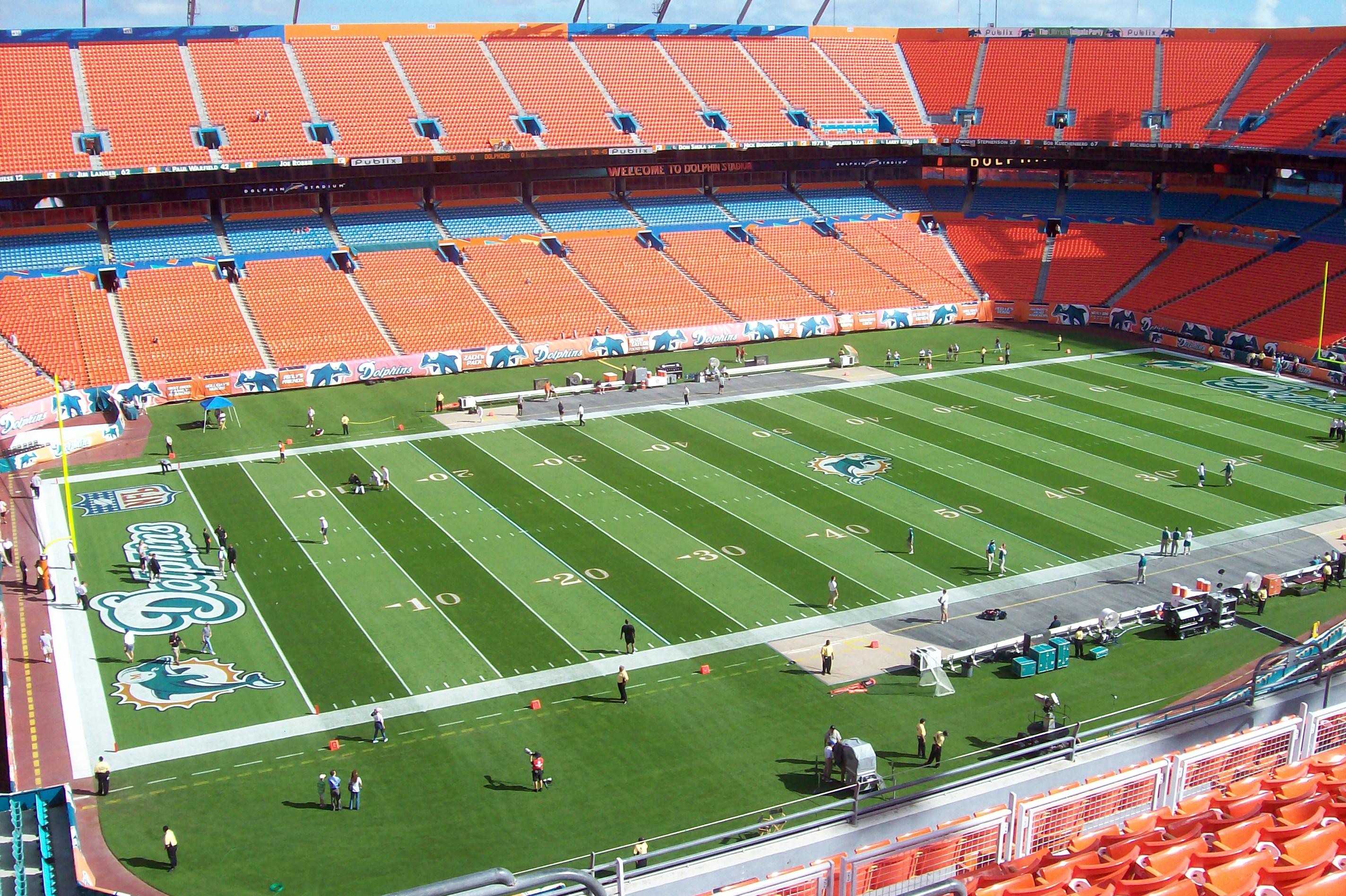
تجهيز و ترتيب أرضية الملعب قبل دخول الجماهير و الفريقين في مبارة فريق ميامي دولفينس في دوري كرة القدم الأمريكية سنة 2007.
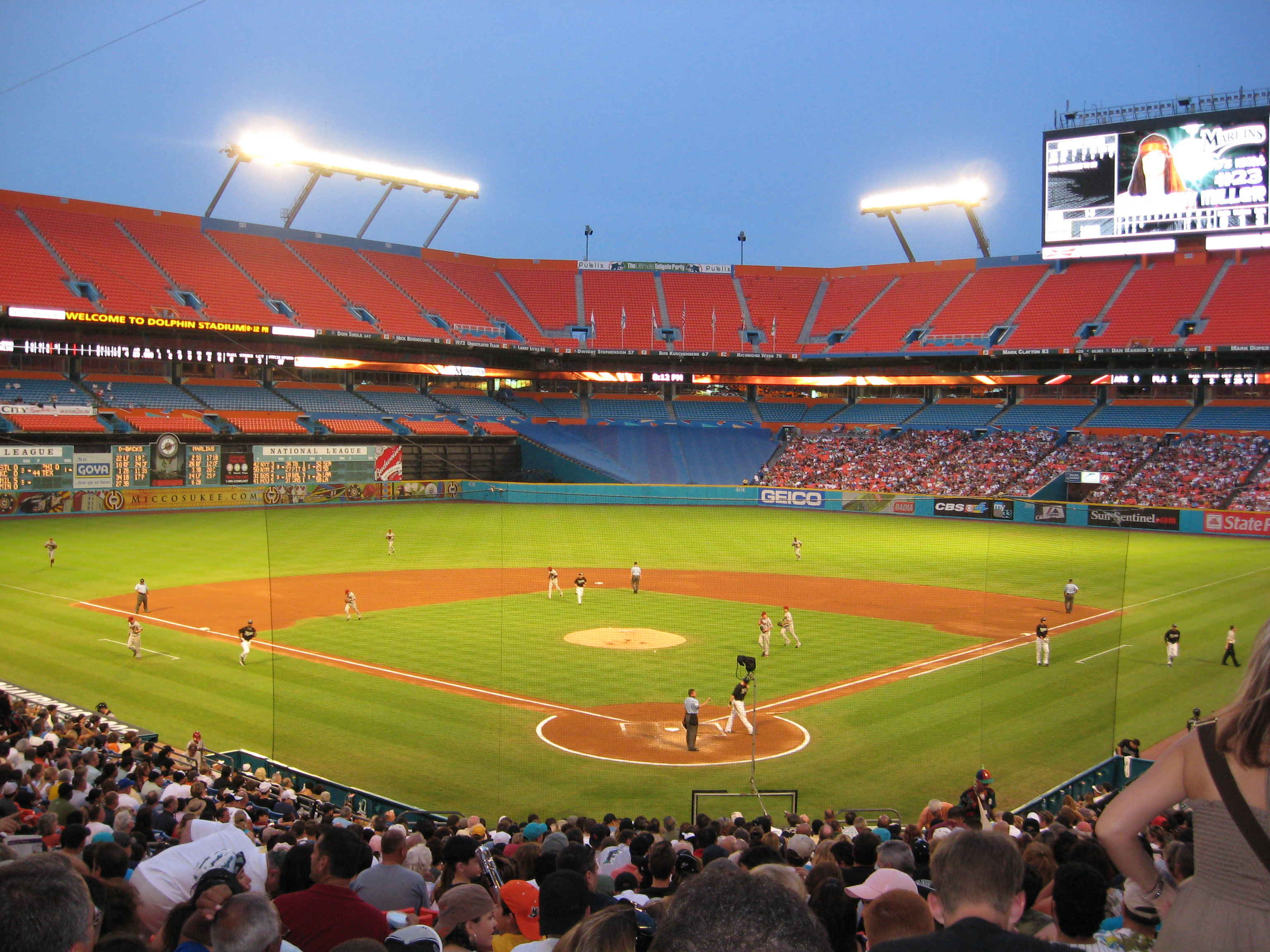
صورة للملعب خلال مباراة بيسبول.
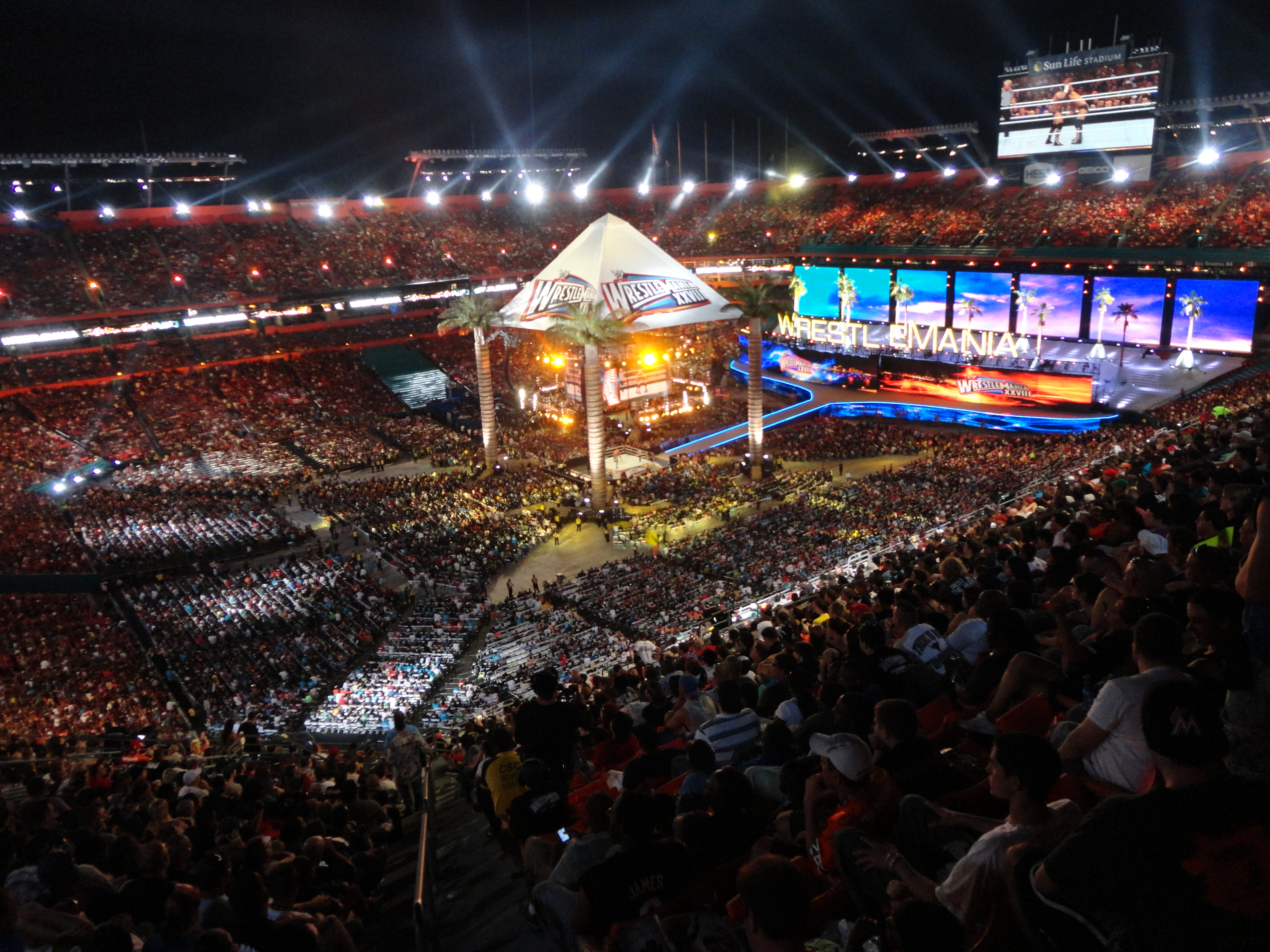
صورة للملعب خلال مباراة المصارعة ليلاً ضمن بطولة راسلمينيا 28.